# Маралбаши
39°47′08″ пн. ш. 78°32′49″ сх. д. / 39.78542° пн. ш. 78.54686° сх. д.
Маралбаши (також Бачу, від кит. 巴楚县, пін. Bāchŭ Xiàn, трансліт. Maralbexi) — один із повітів КНР у складі префектури Кашгар, СУАР. Адміністративний центр — містечко Бачу.

## Географія
Маралбаши у середньому розташовується на висоті близько 1120 метрів над рівнем моря, лежить на річці Яркенд у західній частині пустелі Такла-Макан.

### Клімат
Повіт знаходиться у зоні, котра характеризується кліматом пустель помірного поясу. Найтепліший місяць — липень із середньою температурою 26,3 °C. Найхолодніший місяць — січень, із середньою температурою -6,2 °С.
| Клімат повіту Маралбаши                            | Клімат повіту Маралбаши | Клімат повіту Маралбаши | Клімат повіту Маралбаши | Клімат повіту Маралбаши | Клімат повіту Маралбаши | Клімат повіту Маралбаши | Клімат повіту Маралбаши | Клімат повіту Маралбаши | Клімат повіту Маралбаши | Клімат повіту Маралбаши | Клімат повіту Маралбаши | Клімат повіту Маралбаши | Клімат повіту Маралбаши |
| Показник                                           | Січ.                    | Лют.                    | Бер.                    | Квіт.                   | Трав.                   | Черв.                   | Лип.                    | Серп.                   | Вер.                    | Жовт.                   | Лист.                   | Груд.                   | Рік                     |
| Середній максимум, °C                              | 0,4                     | 6,9                     | 16,2                    | 24,4                    | 29                      | 32,5                    | 33,9                    | 32,4                    | 28,1                    | 21,3                    | 11,6                    | 2,4                     | 19,9                    |
| Середня температура, °C                            | −6,2                    | 0,1                     | 9,3                     | 17,2                    | 21,6                    | 24,9                    | 26,3                    | 25,1                    | 20,5                    | 12,7                    | 3,6                     | −4                      | 12,6                    |
| Середній мінімум, °C                               | −11,5                   | −6                      | 2,9                     | 10,1                    | 14,7                    | 18,1                    | 19,7                    | 18,8                    | 13,8                    | 5,7                     | −2,6                    | −8,9                    | 6,2                     |
| Норма опадів, мм                                   | 0.8                     | 1.2                     | 2.4                     | 3.4                     | 9.7                     | 12.9                    | 19.4                    | 12.6                    | 8                       | 2.4                     | 0.8                     | 1.1                     | 74.7                    |
| Вологість повітря, %                               | 64                      | 53                      | 38                      | 31                      | 35                      | 39                      | 44                      | 48                      | 49                      | 50                      | 59                      | 67                      | 48                      |
| -------------------------------------------------- | ----------------------- | ----------------------- | ----------------------- | ----------------------- | ----------------------- | ----------------------- | ----------------------- | ----------------------- | ----------------------- | ----------------------- | ----------------------- | ----------------------- | ----------------------- |
| Джерело: Дані метеостанції №51716 (КНР, 1991-2020) |                         |                         |                         |                         |                         |                         |                         |                         |                         |                         |                         |                         |                         |